# Karl Berthold Hofmann
Karl Berthold Hofmann (* 5. September 1842 in Zdounek, Mähren; † 2. August 1922 in Graz) war ein österreichischer Chemiker und Mediziner.

## Leben
Hofmann promovierte 1866 an der medizinischen Fakultät der Universität Wien, arbeitete danach in einer Irrenanstalt und habilitierte sich 1869. 1873 wurde er außerordentlicher Professor für physiologische und pathologische Chemie und 1879 ordentlicher Professor für angewandte medizinische Chemie an der Universität Graz, deren Rektor er 1898–1899 auch war. Sein Nachlass ist im Besitz der Universitätsbibliothek Graz.